# Programy biurowe

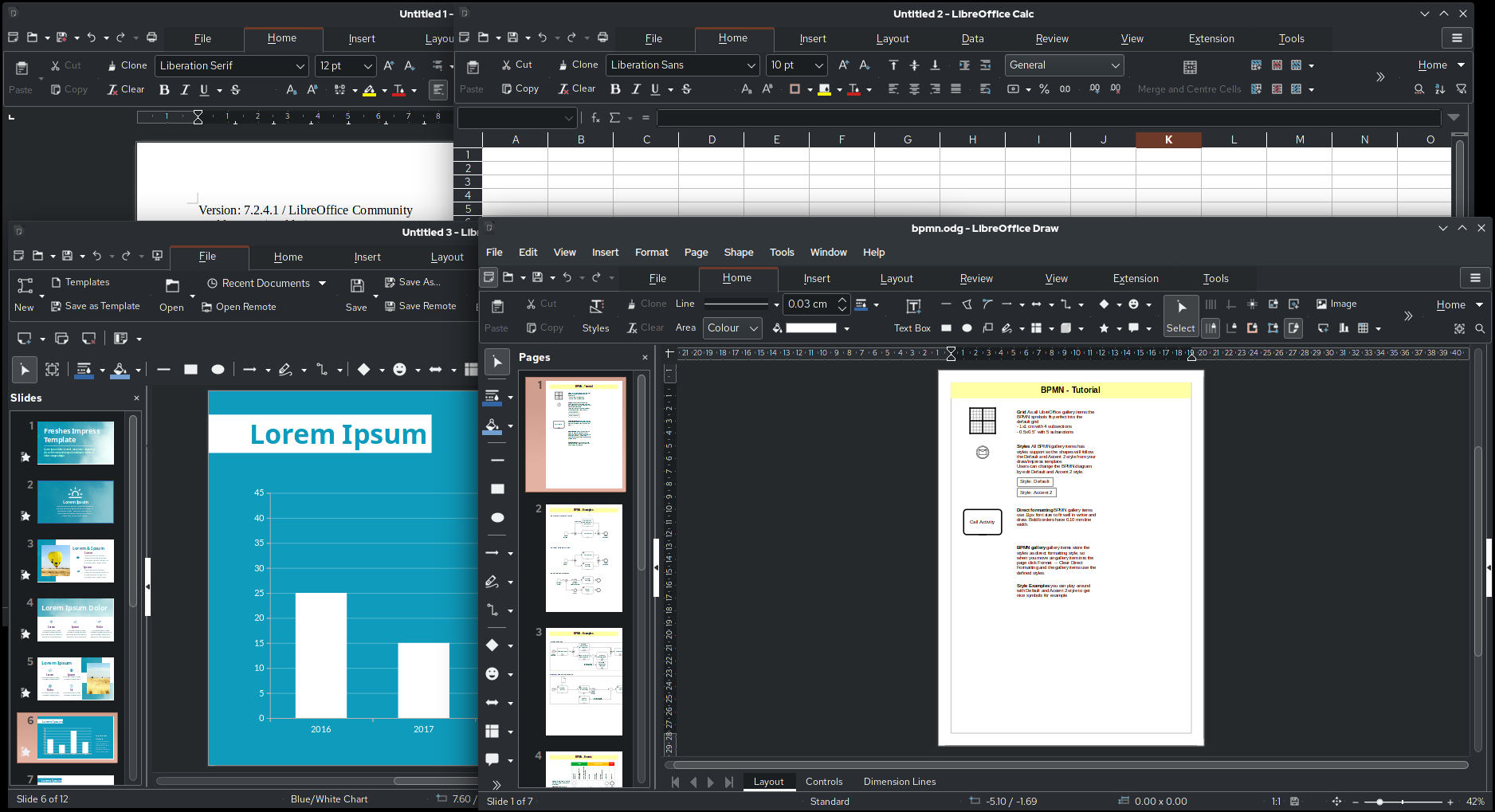
Programy biurowe LibreOffice

Program biurowy – zbiór aplikacji tworzonych na różne platformy systemowe i sprzętowe, najczęściej w celu uproszczenia i uwydajnienia pracy, zarówno do użytku komercyjnego, jak i niekomercyjnego.
Obecne programy biurowe wyróżniają się szerokim wyborem i zakresem możliwości. Z każdym rokiem na rynku pojawiają się nowe produkty i wersje aplikacji, oferujących coraz obszerniejsze funkcje i wyższy komfort użytkowania.
Do programów biurowych zaliczamy:
- pakiety biurowe, np. Microsoft Office, LibreOffice, IBM Lotus Symphony, OpenOffice.org
- edytory tekstu, np. Microsoft Word, LibreOffice Writer, Corel WordPerfect, OpenOffice.org Writer
- arkusze kalkulacyjne, np. Microsoft Excel, LibreOffice Calc, OpenOffice.org Calc, Quattro Pro
- program graficzne, np. Adobe Photoshop, CorelDRAW, GIMP
- bazy danych, np. Microsoft Access, LibreOffice Base, MySQL, Firebird
- organizery, np. TimePanic, WinOrganizer, C-Organizer Pro
- przeglądarki dokumentów PDF, np. Adobe Reader, PDFCreator, eXPert PDF Editor
- programy księgowe, np. Płatnik, Meritus MerSoft FK, Fakt, RAKS SQL Księga Handlowa, Super Księga Podatkowa
- przeglądarki grafik, np. IrfanView, ACDSee, Picasa
- oraz transmitery faksów, np. VentaFax Business, CapiFax, Snappy Fax

## Specyfikacja
Zależnie od specyfiki i przeznaczenia aplikacji, programy biurowe mogą mieć następujące przykładowe funkcje i zadania:
- wykonywanie obliczeń
- edycja tekstu
- tworzenie prezentacji
- komunikacja
- tworzenie kalkulacji
- przechowywanie informacji
- księgowanie
- tworzenie wykazów
- pisanie ofert
- tworzenie stron internetowych
- obsługa baz danych
- reklama

## Starsze aplikacje biurowe
Pierwsze programy biurowe pojawiały się na duży czas przed obecnie znanymi systemami operacyjnymi, działającymi w trybie graficznym.
Jeden z pierwszych dostępnych edytorów plików tekstowych Edlin pojawił się już przed 1990 r. Jego następcą został MS-DOS Editor, powszechnie znany również jako Edit, z bardziej rozbudowanym (jak na owe czasy) interfejsem, który dotrwał aż do Windowsa 95.
W dzisiejszych czasach, przy obecnie obserwowanym postępie informatyzacji, bez odpowiednich aplikacji biurowych praktycznie nie wyobraża się funkcjonowania i istnienia nowoczesnego biura. Programy biurowe wykonują masę zadań, które niegdyś trzeba było wykonywać ręcznie, bez użycia komputera.